# 检查井

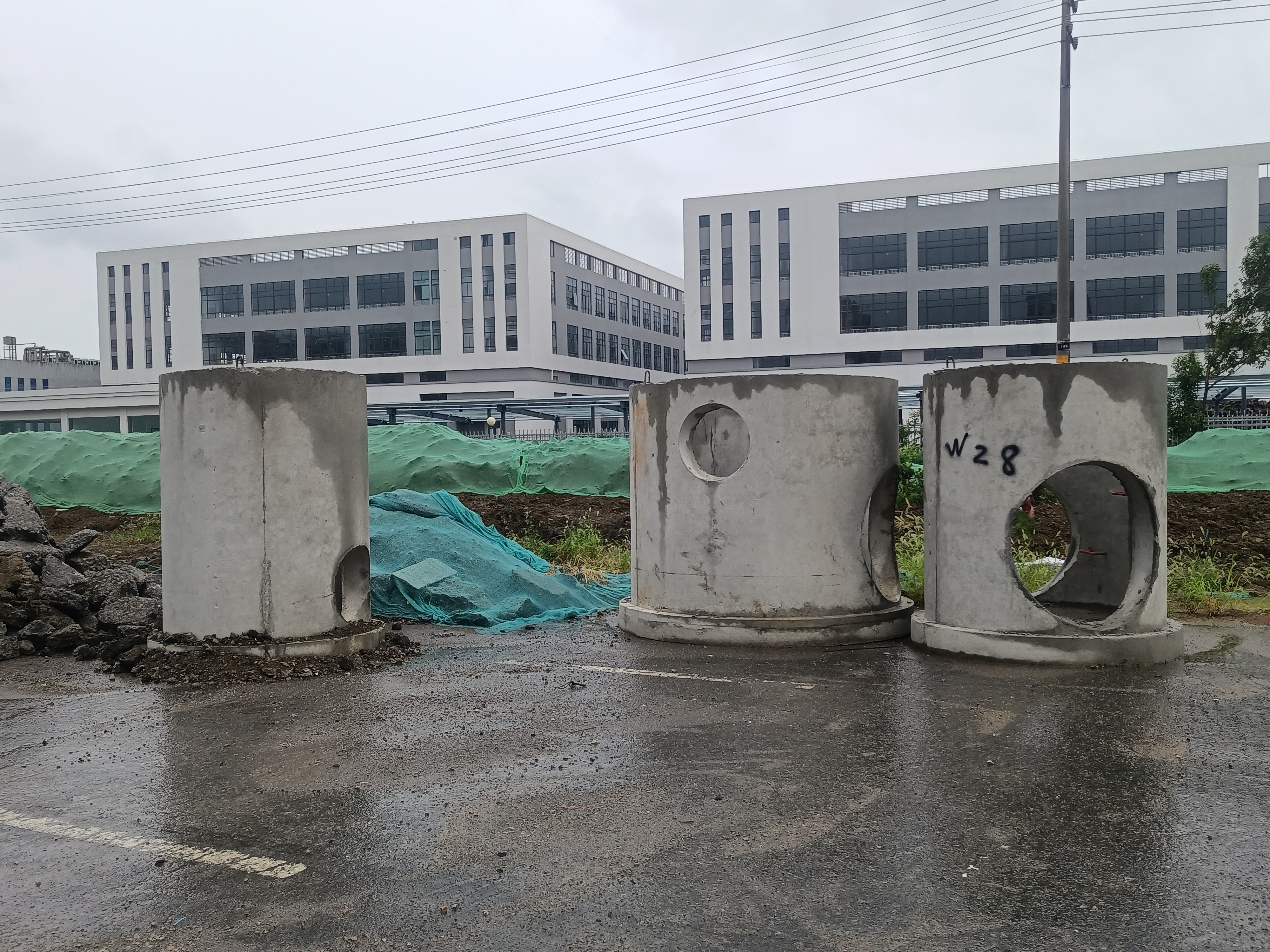
工地附近的水泥检查井

检查井是城市管道系统的附属构筑物，一般情况下检查井的横截面有圆形和方形这两种主要状态，该结构主要使用的材质有水泥和砖块。检查井最主要的功能就是检查和对管道的清理及疏通，一般情况下设置在管线改变方向、坡度、高度及管沟交汇处的位置。